# Pantun
Das Pantun, auch Pantum, Pantoun, ist eine ursprünglich mündlich vorgetragene Gedichtform in malaiischer Sprache. Schriftlich tauchen Pantuns erstmals in den Malaiischen Annalen (Sejarah Melayu) aus dem 16. Jahrhundert und in der Legendensammlung Hikayat Hang Tuah aus dem 17. und 18. Jahrhundert auf. In Frankreich, England und Deutschland haben Lyriker seit dem 19. Jahrhundert Pantune gedichtet.

## Form
Ein Pantun kann aus beliebig vielen Strophen bestehen. Die Strophen bestehen aus vier Zeilen mit je acht bis zwölf Silben. Gereimt werden diese Quartette im Kreuzreim, also a-b-a-b.
Jeweils die zweite und vierte Zeile einer Strophe werden als erste und dritte Zeile der nächsten Strophe wiederholt. Zusätzlich wird die dritte Zeile der ersten zur zweiten Zeile der letzten Strophe und der erste Vers des Gedichtes zum letzten, teilweise bleiben aber erste und dritte Zeile der ersten Strophe auch unvertauscht.
Ein Gedicht mit vier Strophen besteht also aus nur acht verschiedenen Versen (1–8) und vier Reimpaaren (a–d):
| 1. Strophe | 2. Strophe | 3. Strophe | 4. Strophe |
| ---------- | ---------- | ---------- | ---------- |
| 1 (a)      | 2 (b)      | 5 (c)      | 7 (d)      |
| 2 (b)      | 5 (c)      | 7 (d)      | 3 (a)      |
| 3 (a)      | 4 (b)      | 6 (c)      | 8 (d)      |
| 4 (b)      | 6 (c)      | 8 (d)      | 1 (a)      |

Die ersten beiden Zeilen (sampiran) beinhalten ein Bild aus der Natur, während die folgenden zwei Zeilen (isi oder maksud) ein menschliches Gefühl zum Ausdruck bringen. Beide Zeilenpaare sind durch parallele Lautfolgen oder Satzstrukturen miteinander verbunden. Die Parallelität von sachlicher Naturdarstellung und Gefühlsausdruck im Refrain wurde zum Prinzip der Pantun-Tradition.
Im Hikayat Hang Tuah wird von Sängern berichtet, deren Pantun-Verse von der Rahmentrommel rebana, der Kastenzither kacapi und einem Buckelgong begleitet wurden. In Westjava ist bis heute die kacapi das hauptsächliche Begleitinstrument. Pantune werden in Ghasel-Liedern bei muslimischen Hochzeiten und anderen Familienfeiern vorgetragen und von der Laute gambus, einem indischen Harmonium, Violine und Trommeln begleitet. Auch zu den in Malaysia und Sumatra beliebten Zapin-Tänzen trägt der Sänger Pantun-Lieder vor. In der Provinz Aceh an der Nordspitze Sumatras spielt zu einem Pantun-Vortrag traditionell ein hareubab genanntes Ensemble mit der Streichfidel rebab und zwei großen Zylindertrommeln. Zu einem malaiischen Begleitorchester gehören eine europäische Violine und fünf Rahmentrommeln (terbang, rebana oder redep). Im Saluang jo dendang genannten Gesangsstil der Minangkabau in Westsumatra werden zur Begleitung der Bambusflöte saluang überwiegend Pantun-Verse vertont.
Beim jährlichen Bau Nyale-Festival auf der Insel Lombok gehört zur altmalaiischer Tradition von Fruchtbarkeitsritualen innerhalb der Musik von Lombok, dass tausende Jungen und Mädchen zusammensitzen und in Form eines Wettbewerbs Pantuns singen. Die üblichen gesellschaftlichen Regeln im Verhältnis der Geschlechter werden in dieser Ausnahmesituation außer Kraft gesetzt und durch eine ritualisierte Sprache ersetzt, die beim Austausch von Pantun-Versen zu beachten ist.

## Europäische Pantun-Dichtung
Victor Hugo, Charles Baudelaire, Paul Verlaine oder auch Lewis Turco und im deutschen Sprachraum vor allem Oskar Pastior haben Pantune gedichtet. Teilweise haben sie auf Reime verzichtet. Die besondere Wirkung des Pantuns beruht auf dem Bedeutungsspiel seiner Wiederholungen. Aus der Reihung sachlicher und gefühlbeladener Zeilenpaare ergibt sich ein kunstvolles Flechtwerk. Da ganz am Ende auch die erste und dritte Zeile als zweite und letzte Zeile wiederkehren, schließt sich der Kreis. Die zyklische Gestalt des Gedichtes führt den Hörer oder Leser wieder harmonisch an den Anfang zurück.
Die Idee einer Übernahme in die europäische Literatur wurde in Frankreich geboren. Victor Hugo veröffentlichte 1829 in der Zeitschrift Les Orientales einen Bericht von Ernest Fouinet über improvisierte Gesänge mit dieser festen Wiederholungsordnung. Théophile Gautier begann, solche Wiederholungen nachzuahmen. Erst etwa zwanzig Jahre später wurde versucht, diese Gedichtform in die französische Literatur einzuführen.
Die indonesische Sprache ist weniger fest geordnet als die französische oder deutsche Sprache. Die grammatischen Zeiten werden nicht durch Verb-Konjugation, sondern durch (weglassbare) Partikel ausgedrückt. Grammatische Geschlechter gibt es im Indonesischen nicht. Eine direkte Übertragung in europäische Sprachen stößt daher auf Schwierigkeiten.
Ein Pantun aus dem Englischen von Lewis Turco, Eunuch Cat
Sie ging ins Büro, bis sie nicht mehr konnte

daheim gab sie dem Kater stets ein Stück

der sich auf ihrer Schwelle immer sonnte,

bewegte sich und wurde selber dick.

Daheim gab sie dem Kater stets ein Stück,

ging danach schlafen, traumfrei bis zum Morgen,

stand auf. Und wurde schließlich alt und dick.

Nur noch ums Essen musste sie sich sorgen,

ging danach schlafen, traumfrei bis zum Morgen,

Genug? Ihr Kater kriegt nichts mehr.

Nur noch ums Essen musste sie sich sorgen,

am Abend starb sie, atmete sich leer.

Genug? Ihr Kater kriegt nichts mehr.

der sich auf ihrer Schwelle immer sonnte,

am Abend starb sie, atmete sich leer.

Sie ging ins Büro, bis sie nicht mehr konnte.

## Immaterielles Kulturerbe der Menschheit
In Dondang Saang-Liedern aus Malakka werden romantische Themen in Form von Pantuns von einer Sängerin und einem Sänger vorgetragen. Im 15. Jh. im Königlichen Palast vorgestellt, ist diese Liedform längst in der Bevölkerung verbreitet. Diese Tradition wurde 2018 in die Repräsentative Liste des immateriellen Kulturerbes der Menschheit aufgenommen.
2020 wurde die Pantun-Gedichtform auf Antrag Indonesiens und Malaysias als Immaterielles Welterbe anerkannt.